# Finala Cupei Campionilor Europeni 1964
Finala Cupei Campionilor Europeni 1964 a fost un meci de fotbal între Internazionale din Italia și Real Madrid din Spania, care a avut loc pe Prater Stadium, Viena. Inter a câștigat cu 3-1, câștigând pentru prima oară trofeul.

## Detalii
| Internazionale              | 3 – 1  | Real Madrid |
| --------------------------- | ------ | ----------- |
| Mazzola 43', 76' Milani 61' | Report | Felo 68'    |

| Internazionale | Real Madrid |

| INTERNAZIONALE: |    |                    |
|                 |    |                    |
| P               | 1  | Giuliano Sarti     |
| F               | 6  | Armando Picchi     |
| F               | 5  | Aristide Guarneri  |
| F               | 2  | Tarcisio Burgnich  |
| F               | 3  | Giacinto Facchetti |
| M               | 4  | Carlo Tagnin       |
| M               | 10 | Luis Suárez        |
| M               | 11 | Mario Corso        |
| M               | 7  | Jair da Costa      |
| A               | 8  | Sandro Mazzola     |
| A               | 9  | Aurelio Milani     |
| Antrenor:       |    |                    |
| Helenio Herrera |    |                    |

| REAL MADRID: |    |                    |
|              |    |                    |
| P            | 1  | José Vicente       |
| F            | 5  | José Santamaría    |
| F            | 6  | Ignacio Zoco       |
| F            | 2  | Isidro Sánchez     |
| F            | 3  | Pachín             |
| M            | 4  | Lucien Muller      |
| M            | 9  | Alfredo Di Stéfano |
| M            | 8  | Felo               |
| M            | 11 | Francisco Gento    |
| M            | 7  | Amancio Amaro      |
| A            | 10 | Ferenc Puskás      |
| Antrenor:    |    |                    |
| Miguel Muñoz |    |                    |